# Arimetus
Arimetus là một chi bọ cánh cứng trong họ Chrysomelidae.
Chi này được Jacoby miêu tả khoa học năm 1903.

## Các loài
Các loài trong chi này gồm:
- Arimetus angulatus Laboissiere, 1922
- Arimetus apicalis Weise, 1917
- Arimetus conradti Jacoby, 1903
- Arimetus costulatus Laboissiere, 1922
- Arimetus jacobyi (Gahan, 1909)
- Arimetus tuberosus Laboissiere, 1929